# تشيناكا هودج
تشيناكا هودج من مواليد 1984/1985  وهي شاعرة ومعلمة وكاتبة مسرحية وكاتبة سيناريو أمريكية. وقدحصلت على تقدير وطني لمنشوراتها، وخاصة عملها الفني حول الاستطباق .

## روابط خارجية
- تشيناكا هودج في قاعدة بيانات الأفلام على الإنترنت